# Cantó de Sent Vauric
El cantó de Sent Vauric és un cantó del departament francès de la Cruesa, a la regió de Llemosí. Està inclòs al districte de Garait i té 9 municipis. El cap cantonal és Sent Vauric.

## Municipis
- Anzesme
- La Brione
- Bussiéra de Dun
- Gartempe
- Mont Agut
- Sent Legèr (Garaitós)
- Sant Sauve Mont Agut
- Sent Sepise (Garaitós)
- Sent Vauric

## Història
| Data d'elecció                           | Identitat      | Partit           | Qualitat |
| ---------------------------------------- | -------------- | ---------------- | -------- |
| 1970-1988                                | William Chervy | SFIO, després PS |          |
| 2008-                                    | Philippe Bayol | PS               |          |
| les dades anteriors no són pas conegudes |                |                  |          |
|                                          |                |                  |          |

## Demografia
| 1962  | 1968  | 1975  | 1982  | 1990  | 1999  | 2006  |
| ----- | ----- | ----- | ----- | ----- | ----- | ----- |
| 6.688 | 7.523 | 7.006 | 7.294 | 7.160 | 6.820 | 6.941 |